# Basigina
Basigin também conhecido como indutor de metaloproteinase da matriz extracelular ou cluster de diferenciação 147 é uma proteína que em humanos é codificada pelo gene BSG. Esta proteína é um determinante para o sistema de grupo sanguíneo.